# Вербовский, Виктор Владимирович
Виктор Владимирович Вербовский (1910—1944) — инженер, партизан, капитан Народно-освободительной армии Югославии.

## Биография
Виктор Вербовский родился в 1910 году. Его отец Виктор Николаевич Радаков был депутатом Государственной думы I созыва от Екатеринославской губернии. Закончил заочной отделение Харьковского строительного института. Работал главным инженером отдела капитального строительства металлургического завода в Алчевске. В 30-х годах он женился на дочери известного врача Владимира Ставровского, пианистке Елене Ставровской.
Во время Великой Отечественной войны семья Виктора Вербовского пыталась эвакуироваться на восток, но эшелон, на котором эвакуировали Алчевский завод, был разбомблен. Вынуждено оказавшись на оккупированной территории и столкнувшись с жуткой действительностью, принял решение бороться с фашистами. Рискуя собственной жизнью он спас от расстрела соседа — молодого коммуниста Туманова. Во время массовой отправки евреев в концлагерь, спрятал у себя в доме двух малолетних еврейских детей, которые потом были переправлены через линию фронта. Волею судьбы он оказался в Белграде — столице Югославии, где вступил в партизанский отряд. В это время выяснилось, что фашисты решили вывезти из страны все зерно, включая и семенной фонд, который собирали в элеваторах вблизи Белграда, планируя затем транспортировать награбленное из элеваторов на судах в Германию. Отряд партизан во главе с Виктором Владимировичем Вербовским захватил элеватор, но забрать и увезти хлеб на контролируемую территорию, к сожалению, не получалось. Во время боя немцам удалось поджечь одну из пристроек зернохранилища. Несмотря на шквальный огонь немецких пулеметов по площади перед элеватором, Виктор Вербовский потушил пожар, но «фашистская пуля почти одновременно с окончанием тушения пожара, погасила и его жизнь».
Виктор Вербовский был объявлен Народным героем Югославии, посмертно. Недалеко от места его гибели возникло рабочее поселение фермерского типа, названное в честь его фамилии, пропала только первая гласная — Врбовски.

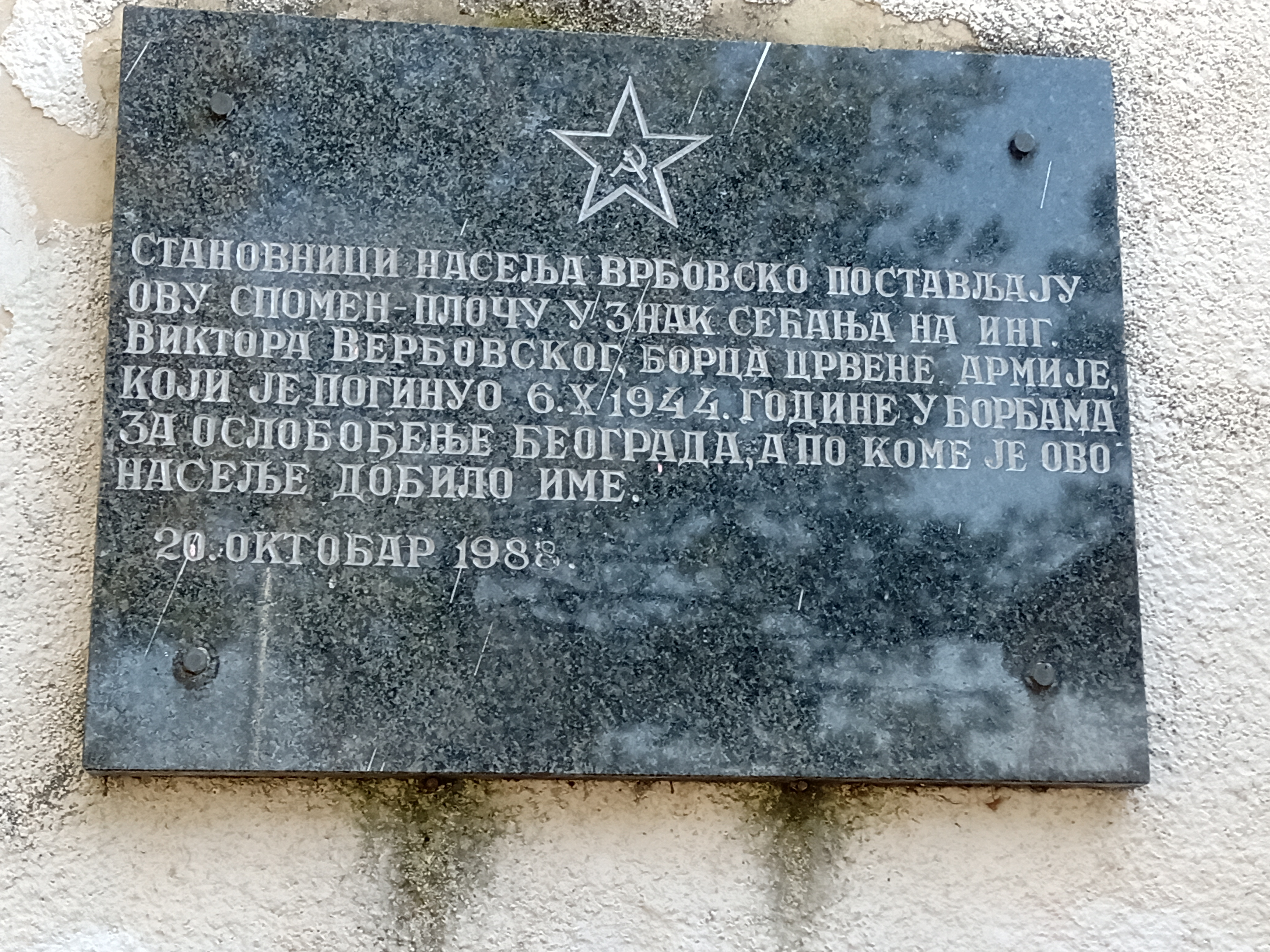
Мемориальная доска в честь Виктора Вербовского